# Ogú y Mampato en Rapa Nui
Pour plus de détails, voir Fiche technique et Distribution.
Ogú y Mampato en Rapa Nui (ce qui signifie « Ogú et Mampato à Rapa Nui »), également connu sous le titre Mampato: La Película (« Mampato : le film ») est un dessin animé chilien réalisé par Alejandro Rojas, créé par CineAnimadores et produit par les studios Elastic, et sorti au cinéma au Chili le 27 juin 2002. C'est une adaptation de la bande dessinée Mampato créée en 1971 par Themo Lobos et Eduardo Armstrong et parue dans le magazine Cucalón ; le scénario du film s'inspire en particulier de la septième bande dessinée de la série, Mampato : Mata-ki-te-rangui. Le film n'a pas été distribué dans les pays francophones.
Ogú y Mampato en Rapa Nui est considéré comme le premier dessin animé « moderne » réalisé au Chili depuis le film La Trasmisión del Mando Presidencial (français : La Transmission de la commande présidentielle) réalisé par Alfredo Serey en 1921. Le scénario a été choisi pour l'ambiance dépaysante de l'île de Pâques (Rapa Nui), plus identifiable pour le public non chilien. Le film, qui a remporté un grand succès au Chili, a été distribué en Amérique latine par Buena Vista (Disney).

## Synopsis
Mampato est un petit garçon qui possède une ceinture permettant de voyager dans le temps. Il voyage en compagnie de son ami Ogú, un homme des cavernes. Tous deux décident de se rendre à Rapa Nui, sur l'île de Pâques. Ils y rencontrent Marama, une petite fille, et tous trois partent à la découverte des mystères de l'île et de son histoire.

## Fiche technique
- Titre original : Ogú y Mampato en Rapa Nui
- Réalisation : Alejandro Rojas
- Scénario : Daniel Turkeltaub et Themo Lobos
- Musique : Rodrigo Apablaza, Emilio Manutomatoma et Joe Vasconcellos
- Pays :  Chili
- Langue : Espagnol
- Genre : film d'animation
- Durée : 80 minutes
- Date de sortie : 2002

## Voix originales
- Mariana Huerta : Mampato
- Maynardo Zavala : Ogú
- Carlos del Campo : Malas Pulgas
- Alondra Hidalgo : Marama
- Mary Paz García : Vai
- Mauro Samaniego : Ariki Joven
- Miguel Ángel Ghigliazza : Gran Ariki
- Mario Castañeda : le père de Mampato
- Adrián Fogarty : Peretei
- Benjamín Rivera : Huki
- Gerardo Vásquez : Ukelele

## Distinctions
En 2003, le film remporte le prix du Meilleur film aux Art and Entertainment Critic Awards au Chili.